# Erbdrostenhof

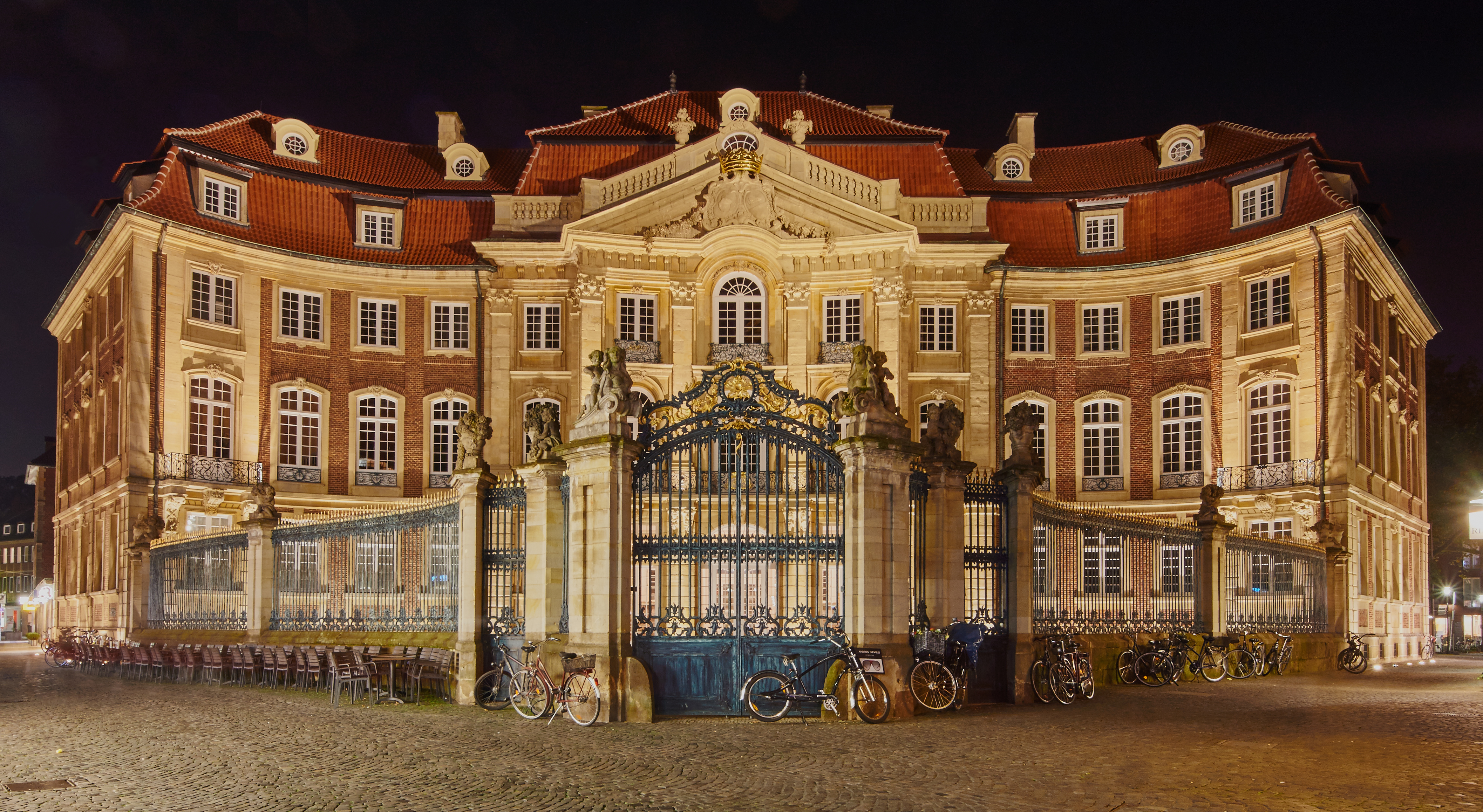
Palais Erbdrostenhof

L'Erbdrostenhof est un palais aristocratique baroque situé à Münster, en Allemagne. Il a été construit selon les plans de Johann Conrad Schlaun pour le Grand sénéchal de Münster Adolf Heidenreich Freiherr Droste zu Vischering de 1753 à 1757. Le bâtiment à trois ailes est remarquable par sa conception très représentative sur une parcelle exiguë. Johann Christoph Manskirch a été impliqué dans la conception sculpturale. Les fresques de Nikolaus Loder, détruites pendant la Seconde Guerre mondiale, ont été reconstituées par Paul Reckendorfer en 1965-1967.
La ville de Münster et l'Association régionale de Westphalie-Lippe (LWL) ont loué l'Erbdrostenhof jusqu'en 2057 ,. Aujourd'hui (2018), le palais abrite des bureaux de LWL et une salle de bal baroque.

## Histoire récente
Après avoir été détruit par des raids aériens sur Münster pendant la Seconde Guerre mondiale, le bâtiment a été rebâti de 1953 à 1970 selon d'anciens plans du Conseil régional de Westphalie-Lippe. En particulier, la salle de bal baroque reconstruite est mentionnée comme une création spatiale exceptionnelle. Pendant de nombreuses années, l'Erbdrostenhof a abrité l'Office de Westphalie pour la préservation des monuments. Après son transfert au Landeshaus de Westphalie-Lippe, d'autres départements culturels de l'Association régionale de Westphalie-Lippe y ont emménagé: le Bureau du musée LWL de Westphalie, la Commission historique, la Commission de la littérature pour la Westphalie et le Centre de recherche Droste.

## Lieu de tournage
Les épisodes de Wilsberg et les morts dans le lac, Mort sur ordonnance et Les anabaptistes de la série télévisée Wilsberg de 1999 à 2007 montrent la façade de l'Erbdrostenhof dans plusieurs enregistrements. Le film de 2003 Blueprint avec l'actrice de Dülmen Franka Potente a également été tourné à l'Erbdrostenhof, entre autres. En 2015, des prises de vue en intérieur et en extérieur y ont été enregistrées pour l'épisode One Foot Seldom Comes alone de la série télévisée Tatort. L'Erbdrostenhof a non seulement servi de toile de fond aux productions cinématographiques, mais a également été utilisé comme cinéma en plein air pour les projections de la série télévisée Wilsberg.

## Restauration
En décembre 2011, la LWL a annoncé une rénovation des éléments de façade en grès de Billerbeck, dont le coût s'élèverait à environ 550000 euros, pour l'été 2012. La rénovation a été réalisée de début juillet 2012 à fin octobre 2012 . La façade n'avait pas été rénovée depuis plus de 20 ans. Sa rénovation a été financée par la Fondation allemande pour la protection des monuments avec 250 000 euros provenant de l'héritage réservé d'un médecin sans enfant du Münsterland ,. La rénovation de la façade arrière est également en cours.

## Instruments à clavier historiques
La LWL maintient une collection d'instruments à clavier historiques dans l'Erbdrostenhof dans le cadre de l'entretien culturel du paysage. Prêté par le comte von Landsberg-Velen, il existe un clavecin Ruckers de 1640, qui est l'un des instruments à clavier historiques les plus importants au monde. Les instruments sont portés à l'attention du public intéressé chaque année dans le cadre des «Concerts Erbdrostenhof» organisés en coopération avec la ville de Münster.

## Littérature
- Ulf-Dietrich Korn : l'Erbdrostenhof à Münster. 3e édition révisée, Westfälischer Heimatbund, Münster 2005. (= Westfälische Kunststätten, numéro 50.)
- Hannalore Reuter: Instruments à clavier historiques dans l'Erbdrostenhof. Westfälischer Heimatbund, Münster 1987. (= Westfälische Kunststätten, numéro 47.)

## Liens web
- Notices d'autorité :   - VIAF
  - GND
- Site officiel
- Erbdrostenhof - muenster.de
- Erbdrostenhof - muensterland.de
- Erbdrostenhof - muensterland-tourismus.de
- Erbdrostenhof dans les archives d'images du centre des médias LWL pour la Westphalie